# Nat Geo Music
Nat Geo Music fue un canal de televisión de música, propiedad en Italia de Disney Channels Worldwide (Walt Disney Television), y Star India en aquel país y el sur de Asia que emitía documentales sobre la unión entre la música y la cultura de todo el mundo, también emitía canciones de Hollywood. Al principio el canal estaba disponible en Italia y Portugal. Luego comenzó a emitirse en la India y el Sur de Asia.
En Italia estaba disponible en el canal 710 de SKY Italia, antes de esto fue en el canal 406 desde la fecha de lanzamiento hasta el 30 de abril de 2008. En Portugal, el canal estaba disponible en el operador MEO Satélite, en el canal 148. también está disponible en la mayoría de países Europeos, entre ellos la República Checa y el Reino Unido. Este canal también estaba disponible en la India y los países del sur de Asia a través de operadores de cable y DTH.
Nat Geo Music también se refiere al sitio web de música de la National Geographic Society y sello discográfico, que trabajan en conjunto con el canal de televisión.
La web de Nat Geo Music fue lanzado en abril de 2006 y contiene música, vídeo, biografías, entrevistas, etc. 
Nat Geo Music fue el segundo canal de música de Fox Networks Group después de Channel [V].